# Piège mortel (film)
Pour les articles homonymes, voir Piège mortel.
Pour plus de détails, voir Fiche technique et Distribution.
Piège mortel (Deathtrap) est une comédie policière américaine réalisée par Sidney Lumet et sortie en 1982. Il s'agit d'une adaptation de la pièce de théâtre Deathtrap (en) d'Ira Levin.

## Synopsis
Sidney Bruhl, auteur de pièces de théâtre jadis reconnu à Broadway, vient de connaître un nouvel échec critique et public avec sa dernière pièce. Cherchant à tout prix à renouer avec le succès, il remarque le manuscrit que lui a fait parvenir Clifford Anderson, l'un de ses étudiants à un séminaire d'écriture. Sidney Bruhl voit là l'occasion de revenir sur le devant de la scène, à condition de faire croire que le texte est de lui. Mais pour cela, il faut se débarrasser de Clifford Anderson,.

## Fiche technique
- Titre original : Deathtrap
- Titre français : Piège mortel
- Réalisation : Sidney Lumet
- Scénario : Jay Presson Allen, d'après la pièce de théâtre Deathtrap d'Ira Levin
- Musique : Johnny Mandel
- Direction artistique : Edward Pisoni
- Décors : Tony Walton
- Photographie : Andrzej Bartkowiak
- Montage : Jack Fitzstephens (crédité : John J. Fitzstephens)
- Son : James Sabat
- Production : Burtt Harris, Jay Presson Allen (producteur exécutif) et Alfred De Liagre Jr (producteur associé)
- Société de production : Warner Bros
- Société de distribution : Warner-Columbia Film
- Pays de production :  États-Unis
- Langue : anglais
- Format : couleur (Technicolor) - 35 mm - 1.85 : 1 - son monophonique
- Genre : thriller, comédie noire
- Durée : 116 minutes
- Dates de sortie :
  - États-Unis : 19 mars 1982
  - France : 23 mai 1983
- Affiches : Bill Gold (États-Unis), Jouineau Bourduge (France)

## Distribution
- Michael Caine (VF : Francis Lax) : Sidney Bruhl
- Christopher Reeve (VF : Pierre Arditi) : Clifford Anderson
- Dyan Cannon (VF : Béatrice Delfe) : Myra Bruhl
- Irene Worth : Helga ten Dorp
- Henry Jones (VF : Serge Lhorca) : Porter Milgrim
- Joe Silver (VF : Jacques Deschamps) : Seymour Starger
- Joel Siegel : lui-même

## Production
Ce film est une adaptation de la pièce de théâtre du même nom d'Ira Levin, mise en scène par Robert Moore en 1978, avec John Wood dans le rôle de Sidney Bruhl, Marian Seldes dans celui de Myra Bruhl, et Victor Garber dans celui de Clifford Anderson. Sidney Lumet raconte : « J'ai vu Deathtrap à sa création, à Broadway, et comme tout le monde, je me suis laissé "avoir" par cette pièce. J'ai été séduit par son humour et par l'habileté des retournements de situations. On pressent très tôt qu'il y aura un meurtre, mais qui sera tué, et comment ? Les rapports entre les personnages changent constamment, et chaque fois que l'on croit pouvoir anticiper sur l'action, celle-ci vire à 180 degrés. Donner à une pièce une dynamique cinématographique tout en respectant sa nature théâtrale est un véritable défi. Il faut un effort particulier pour faire accepter l'invraisemblance qui passe fort bien à la scène. Sur les planches, les acteurs sont comme protégés par une barrière invisible, derrière laquelle la fiction peut se donner libre cours. Au cinéma, la proximité exige la plus grande vigilance, le moindre faux pas risque de casser l'ambiance, d'annihiler l'effet du réel. Il faut constamment justifier les actions des personnages ».
Le tournage a lieu à New York (Pathé Studios, Music Box Theatre) ainsi qu'à East Hampton sur Long Island.

## Accueil

### Critiques
- « Le film est tout à fait divertissant et de loin supérieur à la célèbre pièce jouée à Broadway et dont il est tiré. Des surprises en réserve… », Rex Reed, d'Entertainment Today.
- « Deathtrap est une exception. Sidney Lumet n'a pas complètement copié la pièce ; il l'a rendue meilleure. La distribution est excellente », Joel Siegel, d'ABC Television.
- « L'intention de Lumet est de mettre en scène le mystère de l'intrigue avec humour, énergie et intelligence. Il l'accomplit avec un flair infaillible », Janet Maslin, de New York Times.
- « Filmé avec une diabolique efficacité par un Sidney Lumet en pleine forme, les coups de théâtre garantissent des frissons à la pelle. Œuvre mineure, elle n'en est pas moins soignée, et propose en plus d'intéressantes considérations sur le fonctionnement du suspense, sur l'affrontement du vrai, du vraisemblable, du faux et du fallacieux. L'interprétation est à la hauteur de ce grand petit film », Guy Bellinger, in Guide des films sous la direction de Jean Tulard.

## Distinctions
- Saturn Award du meilleur film d'horreur en 1983.
- Saturn Award du meilleur acteur en 1983 pour Christopher Reeve.
- Saturn Award du meilleur scénario en 1983 pour Jay Presson Allen.
- Razzie Award du pire second rôle féminin en 1983 pour Dyan Cannon.